# Óvári Ferenc (labdarúgó)
Óvári Ferenc Oberfrank, (1924 – ?) magyar bajnok labdarúgó, csatár.

## Pályafutása
1946 nyaráig a Kőbányai TK-ban szerepelt. Az 1946–47-es idényben az Újpesti TE labdarúgója volt. Két bajnoki mérkőzésen szerepelt és ezzel tagja volt a bajnokcsapatnak. 1947 és 1950 között a Szentlörinci AC, 1950-ben a Bp. Postás, 1951-ben a Bp. Kinizsi, 1952–53-ban a VL Sortex játékosa volt. 1954 elején a Bp. Szikra igazolta le.

## Sikerei, díjai
- Magyar bajnokság
  - bajnok: 1946–47